# Великий Потік
Великий Потік — гірський потік в Україні у Самбірському районі Львівської області. Правий доплив річки Лінинки (басейн Дністра).

## Опис
Довжина потоку 4 км, найкоротша відстань між витоком і гирлом — 2,37  км, коефіцієнт звивистості річки — 1,69 . Формується багатьма безіменними струмками.

## Розташування
Бере початок на північно-західних схилах хребта Оровий (762 м) (Верхньодністровські Бескиди). Тече переважно на північний схід через село Потік і на південно-східній околиці села Великосілля впадає у річку Лінинку, ліву притоку річки Дністра.